# سبنسر دانيلز
سبنسر دانيلز (بالإنجليزية: Spencer Daniels)‏ مواليد 23 ديسمبر 1992 في لوس أنجلوس، كاليفورنيا، الولايات المتحدة، هو ممثل أمريكي بدأ مسيرته الفنية سنة 2003.

## الأعمال

### أفلام
- الحالة المحيرة لبنجامين بتن (2008)
- ستار تريك (2009) (بدور: جوني)

### مسلسلات
- القاضية إيمي (2003)
- ماد تي في (2003) (بدور: سكيتر)
- كولد كيس (2004)
- فيلادلفيا دائما مشمسة (2005) (بدور: تومي دويل)
- المكتب (2006) (بدور: جيك بالمر)
- إن سي آي إس (2009) (بدور: بريت ميرفي)
- سي إس آي: ميامي (2010) (بدور: نيك ويست)
- أم (2013) (بدور: لوك)

## وصلات خارجية
- سبنسر دانيلز على موقع IMDb (الإنجليزية)
- سبنسر دانيلز على موقع قاعدة بيانات الأفلام العربية
- سبنسر دانيلز على موقع قاعدة بيانات الفيلم (الإنجليزية)
- الموقع الرسمي